# Длха на Орави
Длха на Орави (слч. Dlhá nad Oravou) насељено је мјесто са административним статусом сеоске општине (слч. obec) у округу Долни Кубин, у Жилинском крају, Словачка Република.

## Становништво
| Година:    | 1994. | 2004.   | 2014.   | 2024.   |
| ---------- | ----- | ------- | ------- | ------- |
| Број људи: | 1360  | 1389    | 1394    | 1440    |
| Разлика:   |       | +2,13 % | +0,35 % | +3,29 % |

| Година:    | 2023. | 2024.   |
| ---------- | ----- | ------- |
| Број људи: | 1441  | 1440    |
| Разлика:   |       | -0,06 % |

Према подацима о броју становника из 2024. године насеље је имало 1440 становника.